# Csong Dzseszong
Csong Dzseszong (hangul: 정재성, handzsa: 鄭在成, RR: Jeong Jae-seong; Csondzsu (Jeonju), 1982. augusztus 25. – Hvaszong (Hwaseong), 2018. március 9.) olimpiai bronzérmes dél-koreai tollaslabdázó. Szívrohamban hunyt el.

## Pályafutása
A 2012-es londoni olimpián férfi párosban I Jongdéval (Lee Yong-daeval) bronzérmes lett. Két világbajnoki ezüst- és egy bronzérmet, egy-egy Ázsia-bajnoki arany- és ezüstérmet szerzett. Az Ázsia-játékokon férfi csapatban két ezüst-, férfi párosban két bronzérmet nyert.

## Sikerei, díjai
- Olimpiai játékok – férfi páros
  - bronzérmes: 2012, London
- Világbajnokság – férfi páros
  - ezüstérmes (2): 2007, 2009
  - bronzérmes: 2011
- Ázsia-játékok
  - ezüstérmes (2): 2006, 2010 (férfi csapat)
  - bronzérmes (2): 2006, 2010 (férfi páros)
- Ázsia-bajnokság – férfi páros
  - aranyérmes: 2008
  - ezüstérmes: 2005